# Paul-Albert Iweins
Paul-Albert Iweins (14 juillet 1950 à Saint-Germain-en-Laye (Yvelines) en France - ) est un avocat français.
Il a été notamment bâtonnier de Paris (2002-2003) et président du Conseil national des barreaux, représentant l’ensemble des avocats français (2006-2009).

## Biographie
Après avoir prêté le serment d’avocat en 1973, il est en 1976 lauréat du Concours de la Conférence, concours d’éloquence du jeune barreau (7e secrétaire).
En 1982, il est élu président de l’Union des jeunes avocats (UJA) de Paris et, en 1987, président de la Fédération nationale des UJA. Après avoir été successivement membre du Conseil de l’Ordre de Paris (1990-1993) et membre du Conseil national des barreaux (1996-1999), il est élu bâtonnier du Barreau de Paris pour les années 2002-2003.
Il crée notamment pendant son mandat les opérations « Barreau de Paris Solidarité » destinées aux plus démunis et participe à la création du Barreau pénal international auprès de la CPI, dont il sera le premier coprésident.
Il se commet également d’office pour la défense des Français détenus à Guantánamo,,,.
En 2006, il est élu président du Conseil national des barreaux au sein duquel il crée notamment le CREA (Centre d’études et de recherches des avocats) sous la direction scientifique du professeur Jamin). Durant sa présidence, après les conflits relatifs au financement de l’aide juridictionnelle et de la réforme de la carte judiciaire qui donnent lieu à de nombreuses manifestations, éclate la crise opposant notaires et avocats à propos du divorce. Sont également déposés les rapports Guinchard et Darrois qui proposent de nombreuses pistes de modernisation de l’exercice professionnel des avocats.
Paul-Albert Iweins est associé du cabinet européen Taylor Wessing depuis 2004. Il est notamment intervenu dans différentes affaires de presse ou pénales financières telles que celles des Ciments français, de la Cogedim, du Crédit lyonnais ou encore récemment dans l’affaire Clearstream pour la défense de Jean-Louis Gergorin,,,,,,,. Il défend l'avocat Thierry Herzog dans l'affaire Bismuth
Il a également assuré la défense du champion cycliste David Millar,, Il est l’auteur de libres opinions ou chroniques publiées par Le Monde ou Le Figaro,.

## Distinctions
- Officier de l'Ordre national du Québec (2024)[25]

### Publications
- « Perquisitions dans les Cabinets d'avocats : le "juge du secret" existe », Gazette du Palais, 13-14 octobre 2000, p.1751-1752
- « Estime et considération », Gazette du Palais du 21 mai 2005, p.2